# Bużanka
Bużanka (ukr. Бужанка) – wieś na Ukrainie w rejonie włodzimierskim należącym do obwodu wołyńskiego.
Do 2020 w rejonie iwanickim.